# Union de la jeunesse socialiste patriotique
L'Union de la jeunesse socialiste patriotique (anciennement Union de la jeunesse socialiste Kim Il-sung, du nom du président et fondateur de la république populaire démocratique de Corée Kim Il-sung) est une organisation sociale de masse nord-coréenne. 
Selon le site officiel nord-coréen "Naenara", l'Union de la jeunesse socialiste Kim Il Sung "a pour origine l'Union de la jeunesse démocratique de Corée, organisation de l'ensemble des adolescents, fondée le 17 janvier 1946. Plus tard, celle-ci devait s'adapter aux exigences de la révolution pour devenir l'Union de la jeunesse travailleuse socialiste de Corée. En janvier 1996, lors du 50e anniversaire de sa fondation, elle a été rebaptisée l'Union de la jeunesse socialiste Kim Il Sung et a accédé à un stade nouveau de son développement".
"Organisation militante des jeunes appelés à prendre la relève de leurs aînés dans la révolution, elle est la force montante digne de confiance du Parti du travail de Corée. Elle prend pour guide unique les idées révolutionnaires du Président Kim Il Sung et se fixe pour objectif global la transformation des rangs des jeunes selon les idées du juche en vue de faire de la jeunesse du pays la relève fiable de demain qui poursuivra l'œuvre révolutionnaire Juche". 